# قسم ليراوي الشمالي الريفي (مقاطعة ديلم)
قسم ليراوي الشمالي الريفي (بالفارسية: دهستان لیراوی شمالی) هي منطقة ريفية تقع في قسم في إيران. يقدر عدد سكانها بـ 2,397 نسمة .